# Luzula congesta
Luzula congesta là một loài thực vật có hoa trong họ Juncaceae. Loài này được (Thuill.) Lej. mô tả khoa học đầu tiên năm 1811.